# Joseph Kruschinsky
Joseph Kruschinsky (* 1865 in Lewjanowo bei Mariupol, Russisches Kaiserreich; † 31. Juli 1940 in Talghar, Kasachische SSR, Sowjetunion) war ein russlanddeutscher römisch-katholischer Geistlicher und Märtyrer.

## Leben
Joseph Kruschinsky entstammte einer wolgadeutschen Bauernfamilie im Bistum Tiraspol. Er studierte ab 1882 Theologie am Priesterseminar Saratow und wurde am 5. Februar 1889 zum Priester geweiht. Die Stationen seines Wirkens waren: Kazitskoje (Brabander), Pfarrer in Mariental, Seelsorger und später Dekan in Seelmann, 1901 Rektor des Seminars in Saratow, 1903 Offizial, ab 1904 Generalvikar, 1911–1918 Professor am Priesterseminar in Saratow, 1918 Übersiedlung in das Gebiet von Odessa, 1922–1932 Pfarrer in Karlsruhe, 1924 Apostolischer Administrator für Südrussland. 1935 wurde er zusammen mit Raphael Loran, Josef Neugum, Alexander Staub und Jakob Warth verhaftet, zu Verbannung verurteilt und nach Südkasachstan deportiert. Dort starb er als Schafhirte im Juli 1940 und wurde auf dem Friedhof von Alma-Ata begraben.
Als Schriftleiter der Zeitschrift Klemens veröffentlichte Kruschinsky unter dem Pseudonym Hieronymus.

## Veröffentlichungen (Auswahl)
- Die Jesuiten an der Wolga. Stephan Heindel. Geschichtliche Erzählung aus der ersten Zeit der deutschen Ansiedler an der Wolga. Hrsg. Olga Litzenberger, Victor Herdt und Alexander Spack. BKDR Verlag, Nürnberg 2023. (ursprünglich 1898–1903; enthält auch biographische Dokumente und eine Auswahlbibliographie)

## Gedenken
Die Römisch-katholische Kirche in Deutschland nahm Prälat Joseph Kruschinsky als Märtyrer in das deutsche Martyrologium des 20. Jahrhunderts auf.